# 笠岡ラーメン

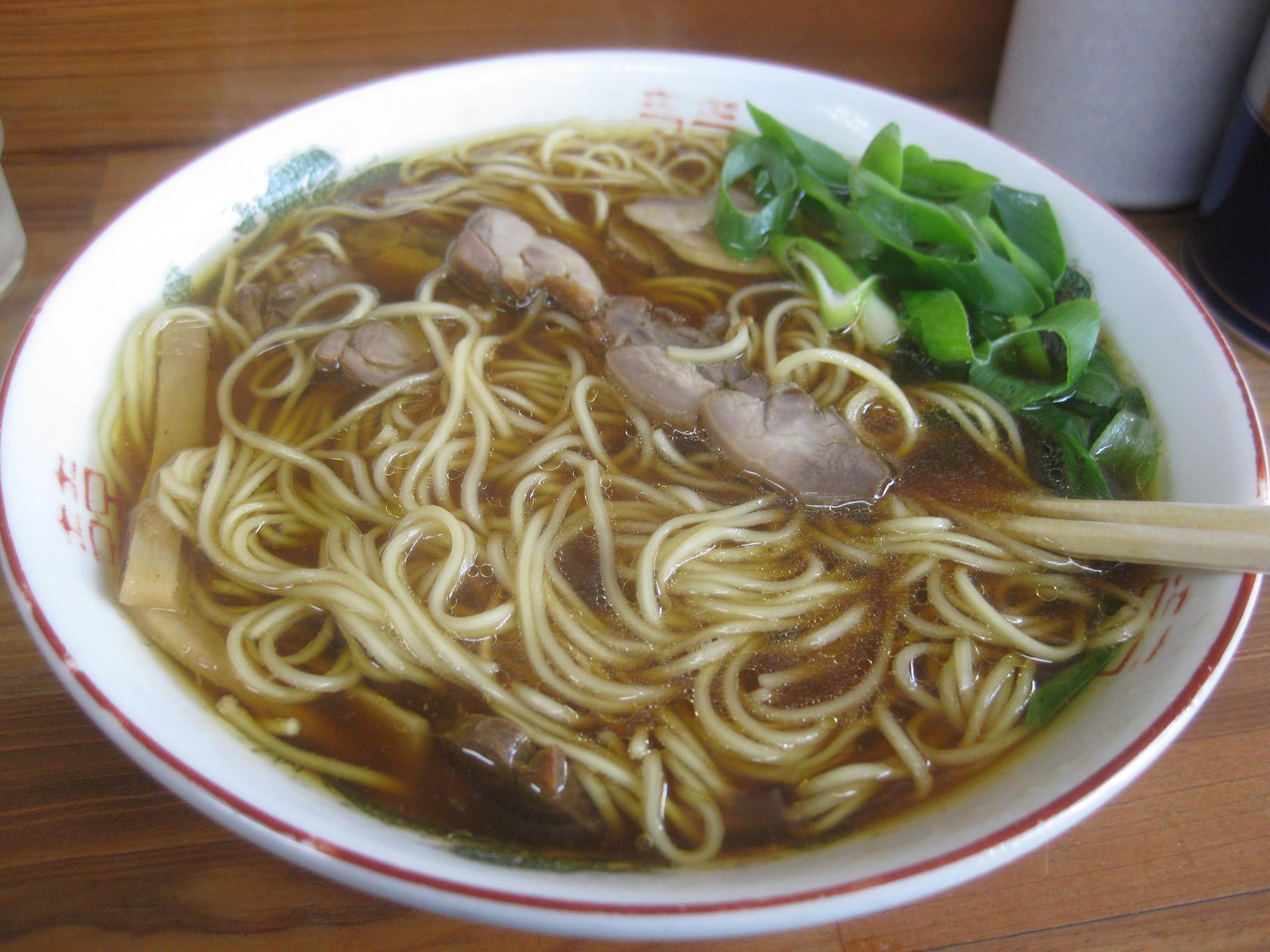
笠岡ラーメンの一例。

笠岡ラーメン（かさおかラーメン）は、岡山県笠岡市のご当地ラーメン。「鶏そば」や「鶏ラーメン」、「かしわラーメン」などとも呼ばれる。

## 特徴
笠岡市で養鶏業が盛んであった頃に誕生したラーメンである。
特徴は、一般的なチャーシュー（豚肉）ではなく、かしわチャーシューと呼ばれる鶏肉を載せること。かしわチャーシューは、単にかしわとも呼ばれる。スープも老鶏の鶏ガラ醤油味であり、あっさりとした味わいとなっている。笠岡市では朝食として食べられることも多い。
提供する店によって、鶏ガラスープのみ、鶏ガラスープに魚出汁を合わせることもあり、トッピングもかしわではなく一般的な焼豚を乗せることもある。
2010年3月から2011年2月の期間限定で新横浜ラーメン博物館（神奈川県）に「中華そば坂本」が出店し、笠岡ラーメンを販売していた。

## 歴史
元々備中地方、特に井笠地区を含む備南エリアは養鶏が盛んで、「かしわ」が安く大量に手に入る環境にあった。また、井笠地区は鴨方を中心に備中手延べ麺などの製麺業が盛んで、麺文化になじみが深かった。そのような背景があり、安く手に入る食材を利用し、地元民になじみが深く気軽に食べられる料理として、「かしわ」を使ったラーメンが生まれたといわれている。
戦前には笠岡市街に10軒前後の食堂が営業しており、この頃から既にその多くで、かしわ入り中華そばを提供していた。特に「斉藤」というラーメン店の影響が強く、現在の笠岡ラーメンのスタイルはこの店の影響が強い。なお、この店は現在は閉店している。
この店の弟子筋や影響を受けたラーメン店・飲食店等が各自で類似スタイルのラーメンを提供していき、笠岡市独自のラーメン文化が生まれた。
2016年には日本のセブン-イレブンにおいて「笠岡ラーメン（かしわ煮）」として商品化され、岡山県内や中国・四国地方など一部店舗で販売された。

## 現状
笠岡周辺以外ではあまり知られていなかったが、近年のご当地ラーメンブームやインターネット等の普及により、2000年頃から一部のラーメン愛好家等の口コミにより徐々にその名が知られるようになった。その後、メディアでも取り上げられるようになった。しかし、豚骨を使用する岡山ラーメンとは異なるのにもかかわらず、本来は別物である岡山ラーメンと同類、あるいは「岡山ラーメン笠岡系」という扱いをされるという弊害が起きている。
現在、笠岡市ではラーメン店の他、ラーメン店以外の飲食店も含めて、十数件の提供店がある。これは人口5万2千人規模の都市としては多く特徴的である。しかし笠岡市内の全てのラーメン店で笠岡ラーメンを提供しているわけではなく、独自のラーメンやスタンダードなラーメンのみを提供している店もある。また、笠岡市以外の市町村（特に広島県福山市）でも、笠岡市が福山のベッドタウンというイメージがある影響からか、笠岡ラーメンを提供する店が現れている。

## 鉄腕DASH!!
2014年2月9日（日曜日）に日本テレビの鉄腕DASH!!で0円食堂の企画。2015年 火曜サプライズにおいて、笠岡ラーメンをメインに取りあげ、全国に向け紹介・放送された。